# Вайнман, Моисей Абрамович

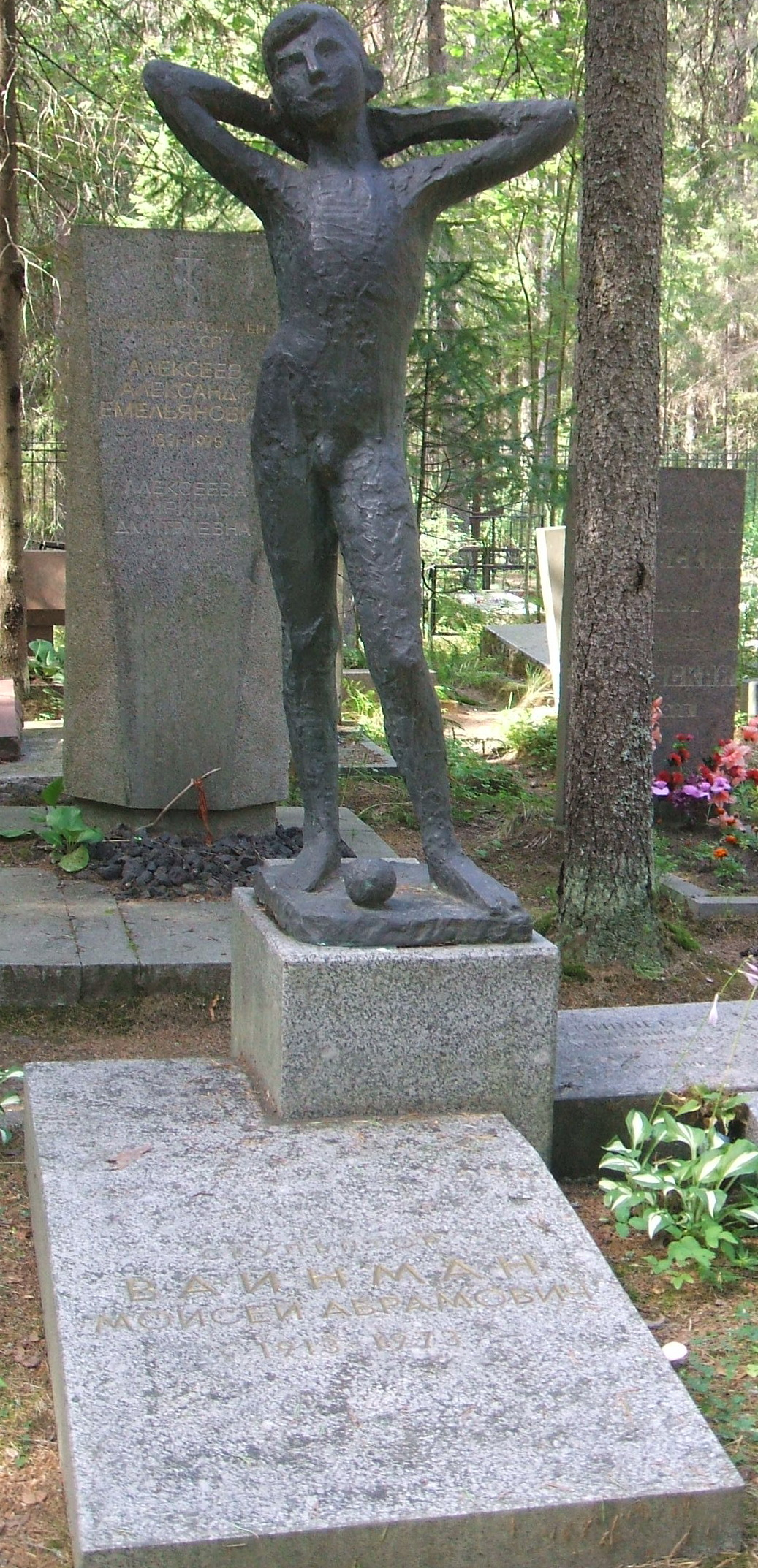
Могила Моисея Вайнмана на Комаровском кладбище

Вайнман Моисей Абрамович (31 июля [13 августа] 1913, Кривой Рог, Херсонская губерния — 24 января 1973, Ленинград) — советский скульптор и художник-график.

## Биография
Родился 31 июля (13 августа) 1913 года в местечке Кривой Рог.
В 1930 году начал обучение в Одесском художественном институте. В 1935—1937 годах учился в Ленинграде на подготовительном отделении Института живописи, скульптуры и архитектуры имени И. Е. Репина Всероссийской академии художеств, затем в 1937—1946 годах — на скульптурном факультете Ленинградского института живописи, скульптуры и архитектуры у Александра Матвеева.
Был женат на Марии Харламовой, тоже скульпторе. В 1940 году родилась дочь Галина и в 1946 году сын Дмитрий.
С 1946 года работал реставратором скульптуры в Государственном Русском музее. Реставрировал памятники монументальной скульптуры Ленинграда.
Умер 24 января 1973 года в Ленинграде. Похоронен на Комаровском кладбище.

## Творческая деятельность
Работал в области монументальной скульптуры и графики. Работы основаны на внимательном постижении натуры и поэтическом восприятии жизни, множество из скульптурных произведений посвящены образу юности. Графические работы характеризуются лаконичностью и обобщёнными формами.
В 1960-е годы в творчестве художника отмечается очевидное стремление к обобщению. В 1960 году участвовал в создании рельефов «Пьета» и «Прорыв блокады» для Пискарёвского мемориального кладбища в Санкт-Петербурге.
Работы художника хранятся в музеях России (Государственный Русский музей, Государственная Третьяковская галерея), Украины, частных коллекциях.

### Скульптуры
- Маленький Митя (бронза, 1947);
- Любитель сказок (бронза, 1952, ГРМ);
- Портрет заслуженного мастера спорта Галины Зыбиной (1953, ГРМ);
- Портрет скульптора М. М. Харламовой (1957, ГРМ);
- Зоя (1957, ГРМ);
- Портрет заслуженного мастера спорта Владимира Куца (1959, ГРМ);
- Портрет композитора А. П. Петрова (1964, гранит);
- Портрет физика В. А. Архангельской (1967, бронза, ГТГ);
- Раздумье (1967, бронза);
- Созидательница (1969, бронза, ХФ РСФСР);
- Гармония (1970, бронза);
- Работница (1970, ХФ РСФСР);
- Студентка (1970, МК СССР);
- Портрет скульптора В. Е. Епишева (1972, бронза);
- Портрет хирурга М. А. Трофимова (1972, бронза);
- Портрет скульптора Г. Н. Ивлиевой (1972, бронза);
- Бюст архитектора Белова (тонированный гипс)[5].

### Картины
Особое место в творчестве художника занимают рисунки — портреты, обнажённые модели, пейзажи, для создания которых использовались тушь, сангина, итальянский карандаш.

### Выставки
Участник художественных выставок с 1940-х годов. Первая персональная выставка состоялась в 1959 году в Ленинграде.